# Lee Shumway
Lee Shumway, nato Leonard Charles Shumway (Salt Lake City, 1884 – Los Angeles, 4 gennaio 1959), è stato un attore statunitense.

## Biografia
Attore teatrale, Lee Shumway passò al cinema nel 1909, cominciando ad apparire in molti western e serial. La sua carriera cinematografica sarebbe durata più di quarant'anni durante i quali avrebbe preso parte a oltre 450 film.
Morì il 4 gennaio 1959 a Los Angeles all'età di 74 anni.

## Filmografia

### 1913
- The Snake, regia di Frank E. Montgomery (1913)

### 1914
- The Measure of a Man, regia di Paul Powell (1914)
- Sealed Orders, regia di Wilbert Melville (1914)
- The Tell-Tale Star, regia di Tom Forman (1914)
- On the Brink (1914)
- A Father's Heart, regia di Paul Powell (1914)
- Vengeance Is Mine (1914)
- The Signal (1914)
- The Test of Courage (1914)
- Blotted Out (1914)
- Claim Number Three (1914)
- The Candidate for Mayor (1914)
- The Cross of Crime, regia di Leon D. Kent (Leon De La Mothe) (1914)
- The Lure of the Car Wheels (1914)
- Within the Noose, regia di Tom Forman (1914)
- The Downward Path, regia di Wilbert Melville (1914)
- The Face in the Crowd, regia di Paul Powell (1914)
- Toys of Fate (1914)
- His First Case (1914)
- The Green-Eyed Monster, regia di Paul Powell (1914)
- The Wolf's Daughter, regia di Leon D. Kent (Leon De La Mothe) (1914)
- The Stolen Yacht, regia di Paul Powell (1914)
- The Quack, regia di Wilbert Melville (1914)
- The Trap, regia di Paul Powell (1914)
- On Suspicion (1914)
- The House of D'or, regia di Paul Powell (1914)
- When the Blind See, regia di Paul Powell (1914)
- Fate and Fugitive (1914)

### 1915
- Love's Savage Hate (1915)
- When Honor Wakes, regia di Barry O'Neil (1915)
- A Question of Conscience, regia di Paul Powell (1915)
- A Night's Adventure (1915)
- The Good in Him, regia di Paul Powell (1915)
- In the Dragon's Claws
- The Terrible One
- Her Father's Picture
- When the Range Called
- A Decision of the Court
- Her Other Self
- The Decoy (1915)
- Tap! Tap! Tap!, regia di Paul Powell (1915)
- The Dream Dance
- By the Flip of a Coin
- A House of Cards
- The Discontented Man
- The Dead Soul
- The Power of Prayer
- The Red Virgin
- The Level, regia di Edward Sloman (1915)
- When the Wires Crossed
- Jim West, Gambler
- The Emerald God
- Nell of the Dance Hall
- The Strange Unknown
- The Wonder Cloth
- The Sacred Bracelet
- When War Threatened
- The Secret Room
- A Night in Old Spain
- The Wall Between, regia di Paul Powell (1915)
- Margie of the Underworld
- The Death Web
- An Ambassador from the Dead
- As the Twig Is Bent, regia di Wilbert Melville (1915)
- Meg o' the Cliffs
- The Silent Man, regia di Leon D. Kent (Leon De La Mothe) (1915)
- The Web of Hate
- The Stool Pigeon, regia di Paul Powell (1915)
- The Moment Before Death, regia di Wilbert Melville (1915)
- The Inner Chamber, regia di Wilbert Melville (1915)
- Saved from the Harem
- The Convict King

### 1916
- Vengeance of the Oppressed, regia di Edward Sloman (1916)
- The Old Watchman, regia di Leon Kent (1916)
- The Bond Within, regia di Edward Sloman (1916)
- The Law's Injustice
- Two News Items, regia di Edward Sloman (1916)
- The Dragoman, regiaa di Edward Sloman (1916)
- The Embodied Thought, regia di Edward Sloman (1916)
- The Diamond Thieves, regia di Wilbert Melville (1916)
- Sold to Satan
- A Song from the Heart, regia di Paul Powell (1916)
- The Repentant
- The Redemption of Helene, regia di Edward Sloman (1916)
- At the Doors of Doom
- Soldiers' Sons
- The Crash
- The Rival Pilots
- The Torrent of Vengeance
- The Candle
- The Leap
- The Final Payment, regia di Wilbert Melville (1916)
- Tammany's Tiger
- The Avenger, regia di Leon De La Mothe (1916)
- A Railroad Bandit
- Out of the Flotsam
- The Money Lenders
- The Human Pendulum
- Who Pulled the Trigger?
- The Price of Dishonor
- Onda of the Orient
- A Lesson in Labor
- The Usurer's Due
- Behind the Lines, regia di Henry MacRae (1916)
- Like Father Like Son
- The Conspiracy, regia di Henry MacRae (1916)
- For Love and Gold
- Guilty, regia di Henry MacRae (1916)
- The Lost Lode

### 1917
- Honorably Discharged
- The Folly of Fanchette
- The Gates of Doom, regia di Charles Swickard (1917)
- Perils of the Secret Service, regia di Hal Mohr, George Bronson Howard e Jack Wells (1917)
- The Clash of Steel, regia di George Bronson Howard (1917)
- The Dreaded Tube, regia di George Bronson Howard (1917)
- Steel Hearts
- The Star Witness, regia di Henry MacRae (1917)
- The Kidnapped Bride, regia di Henry McRae (1917)
- The Phantom's Secret
- Helen Grayson's Strategy
- The Plow Woman
- Miss Jackie of the Army, regia di Lloyd Ingraham (1917)
- The Kingdom of Love, regia di Frank Lloyd (1917)

### 1918
- The Girl with the Champagne Eyes, regia di C.M. Franklin (Chester M. Franklin) (1918)
- The Bride of Fear, regia di S.A. Franklin (Sidney Franklin)
- Confession, regia di Sidney Franklin (1918)
- The Scarlet Road, regia di Edward J. Le Saint (1918)
- Fallen Angel, regia di Robert Thornby (1918)
- The Bird of Prey, regia di Edward J. Le Saint (1918)
- The Silent Sentinel, regia di Harry Harvey (1918)
- Two-Gun Betty, regia di Howard C. Hickman (1918)

### 1919
- The Love Hunger
- Rustling a Bride
- The Siren's Song, regia di J. Gordon Edwards (1919)
- Il maniaco della velocità (The Speed Maniac), regia di Edward J. Le Saint (1919)
- A Girl in Bohemia, regia di Howard M. Mitchell (1919)
- Eve in Exile, regia di Burton George (1919)

### 1920
- L'infernale (The Daredevil), regia di Tom Mix (1920)
- When Dawn Came, regia di Colin Campbell (1920)
- Wanted at Headquarters
- The Gamesters
- A Beggar in Purple, regia di Edgar Lewis (1920)
- To Please One Woman, regia di Lois Weber (1920)

### 1921
- The Torrent, regia di Stuart Paton (1921)
- Society Secrets
- The Big Adventure, regia di B. Reeves Eason (1921)
- La diga (The Conflict), regia di Stuart Paton (1921)
- The Lure of Jade
- The Alarm

### 1922
- The Deputy's Double Cross
- Step on It!, regia di Jack Conway (1922)
- Over the Border, regia di Penrhyn Stanlaws (1922)
- Brawn of the North, regia di Jane Murfin e Laurence Trimble (1922)

### 1923
- Hearts Aflame, regia di Reginald Barker (1923)
- Snowdrift, regia di Scott R. Dunlap (1923)
- Soft Boiled
- The Gunfighter, regia di Lynn F. Reynolds (Lynn Reynolds)
- The Lone Star Ranger, regia di Lambert Hillyer (1923)

### 1924
- The Yankee Consul
- The Night Hawk
- The Vagabond Trail, regia di William A. Wellman (1924)
- American Manners
- The Bowery Bishop
- Air Hawk

### 1925
- Introduce Me
- Sparvieri d'acciaio (The Air Mail), regia di Irvin Willat (1925)
- The Texas Bearcat
- Il treno della morte (The Danger Signal), regia di Erle C. Kenton (1925)
- The Bad Lands
- The Price of Success, regia di Tony Gaudio (1925)
- The Handsome Brute
- Smilin' at Trouble, regia di Harry Garson (1925)
- The Man from Red Gulch

### 1926
- The Checkered Flag
- The Bat, regia di Roland West (1926)
- The Sign of the Claw, regia di B. Reeves Eason (1926)
- Whispering Canyon, regia di Tom Forman (1926)
- Glenister of the Mounted , regia di Harry Garson (1926)
- One Minute to Play, regia di Sam Wood (1926)

### 1927
- The Last Trail, regia di Lewis Seiler (1927)
- Lascia che piova! (Let It Rain), regia di Edward F. Cline (1927)
- Outlaws of Red River
- The Great Mail Robbery
- His Foreign Wife
- South Sea Love, regia di Ralph Ince (1927)

### 1928
- Beyond London Lights
- The House of Scandal, regia di King Baggot (1928)
- A Million for Love
- Hit of the Show
- The Son of the Golden West

### 1929
- Tutti per uno (The Leatherneck), regia di Howard Higgin (1929)
- Queen of the Night Clubs
- Evangelina (Evangeline), regia di Edwin Carewe (1929)
- Fatemi la corte
- La più bella vittoria

### 1930
- The Lone Star Ranger, regia di A.F. Erickson (1930)
- The Lone Defender
- Show Girl in Hollywood, regia di Mervyn LeRoy (1930)
- Sweet Mama, regia di Edward F. Cline (1930)
- America or Bust
- The Santa Fe Trail, regia di Otto Brower ed Edwin H. Knopf (1930)
- The Widow from Chicago

### 1931
- The Fighting Marshal

### 1932
- Partners, regia di Fred Allen (1932)
- Io sono un evaso (I Am a Fugitive from a Chain Gang), regia di Mervyn LeRoy (1932)
- Il giardino del diavolo (Central Park), regia di John G. Adolfi (1932)

### 1933
- La maschera di cera (Mystery of the Wax Museum), regia di Michael Curtiz (1933)
- The Silk Express
- Wild Boys of the Road
- From Headquarters, regia di William Dieterle (1933)

### 1934
- The Big Shakedown, regia di John Francis Dillon (1934)
- Labbra dipinte (Hips, Hips, Hooray!), regia di Mark Sandrich (1934)
- La sirena del fiume (Lazy River), regia di George B. Seitz (1934)
- Uncertain Lady
- A Very Honorable Guy
- The Crime of Helen Stanley
- Le due strade (Manhattan Melodrama), regia di W. S. Van Dyke (1934)
- He Was Her Man
- L'uomo ombra (The Thin Man), regia di W. S. Van Dyke (1934)
- Rocky Rhodes
- Among the Missing, regia di Albert S. Rogell (1934)
- The Lemon Drop Kid, regia di Marshall Neilan (1934)
- La donna che amo
- Against the Law, regia di Lambert Hillyer (1934)
- Cheating Cheaters, regia di Richard Thorpe (1934)
- Girl O' My Dreams
- Men of the Night
- Mystery Mountain
- One Hour Late
- The Mysterious Mr. Wong
- Million Dollar Baby, regia di Joseph Santley (1934)

### 1935
- La carne e l'anima (Society Doctor), regia di George B. Seitz (1935)

### 1936
- L'uomo senza volto (Preview Murder Mystery), regia di Robert Florey (1936)

### 1939
- Lasciateci vivere! (Let Us Live), regia di John Brahm (1939)

### 1941
- Se mi vuoi sposami (Honky Tonk), regia di Jack Conway (1941)

### 1942
- Hold 'Em Jail, regia di Lloyd French (1942)

### 1946
- I cercatori d'oro (Road to Utopia), regia di Hal Walker (1946)